# Lino de Pombo
Lino José Julián de Pombo O'Donnell (Cartagena de Indias, 7 de enero de 1797-Bogotá, 20 de noviembre de 1862) fue un militar, ingeniero, diplomático, político y periodista neogranadino. Es conocido por haber sido el Primer Canciller de la República de la Nueva Granada, así como padre del famoso escritor Rafael Pombo.

## Biografía

### Nacimiento y origen
Nació en el hogar del abogado payanés Manuel de Pombo y Ante, tesorero de la Casa de Moneda de Popayán y firmante del Acta de la Independencia de Colombia, y Beatriz O'Donnell y Anethant, oriunda de Tarragona, España, hija del irlandés Joseph O'Donnell y de la luxemburguesa Marie-Anne d'Anethant et Mareschal. Por parte materna, Lino de Pombo era sobrino de Enrique José O'Donnell, I Conde de La Bisbal, y primo de Leopoldo O'Donnell, I Duque de Tetuán y I Conde de Lucena. Fue bautizado con los nombres de Lino José Julián en la catedral de su ciudad natal, siendo sus padrinos su tío José Ignacio de Pombo y Ante y la esposa de éste, María Josefa Amador de Pombo. Su precocidad fue tal que a la edad de tres años redactó una carta que llamó la atención de sus familiares y conocidos.

### Estudios

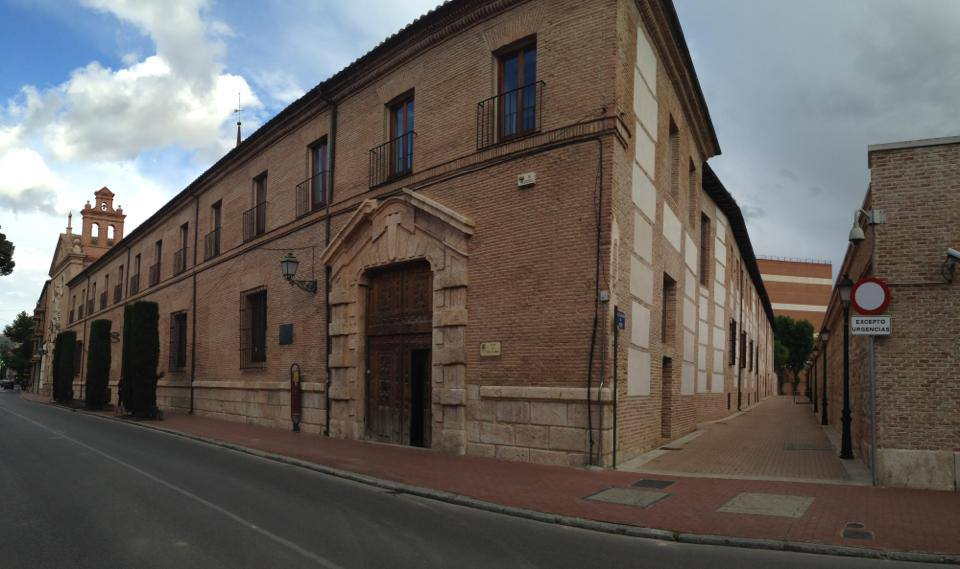
Antigua sede de la Academia de Ingenieros de Hoyo de Manzanares, España, donde Pombo adelantó estudios de ingeniería.

Comenzó su formación en matemáticas e ingeniería en el Colegio Mayor de Nuestra Señora del Rosario, en Santafé, donde fue alumno de Francisco José de Caldas, quien ejerció notable influencia sobre él y de quien escribiría una biografía al final de su vida. En el claustro de El Rosario fue consiliario en 1835 y catedrático de filosofía entre 1853 y 1854.
Ingresó a la formación militar y como cadete combatió desde 1811 en las guerras de independencia, siendo capturado y tomado prisionero por los españoles durante la toma de Cartagena, en que Pombo defendió el cerro de La Popa junto a Antonio José de Sucre, tras lo cual fue recluido en el castillo de San Felipe de Barajas mientras se decidía su suerte en los estrados judiciales españoles.
Gracias a la influencia de su madre y de su tío le fue conmutada la pena de muerte por el destierro y pudo viajar a España junto con su padre y con otro patriota payanés, Antonio Arboleda y Arrachea, quien había corrido idéntica suerte. Ambos hubieron de abordar una nave con destino a Venezuela y luego partieron hacia la península ibérica, donde los parientes de Pombo los acogieron.
En la península ibérica tuvo Pombo la oportunidad de continuar su formación militar en la Academia de Ingenieros de Hoyo de Manzanares, en Alcalá de Henares. Es reconocido como el primer neogranadino en haber recibido el título de ingeniero civil.

### Diplomático y militar

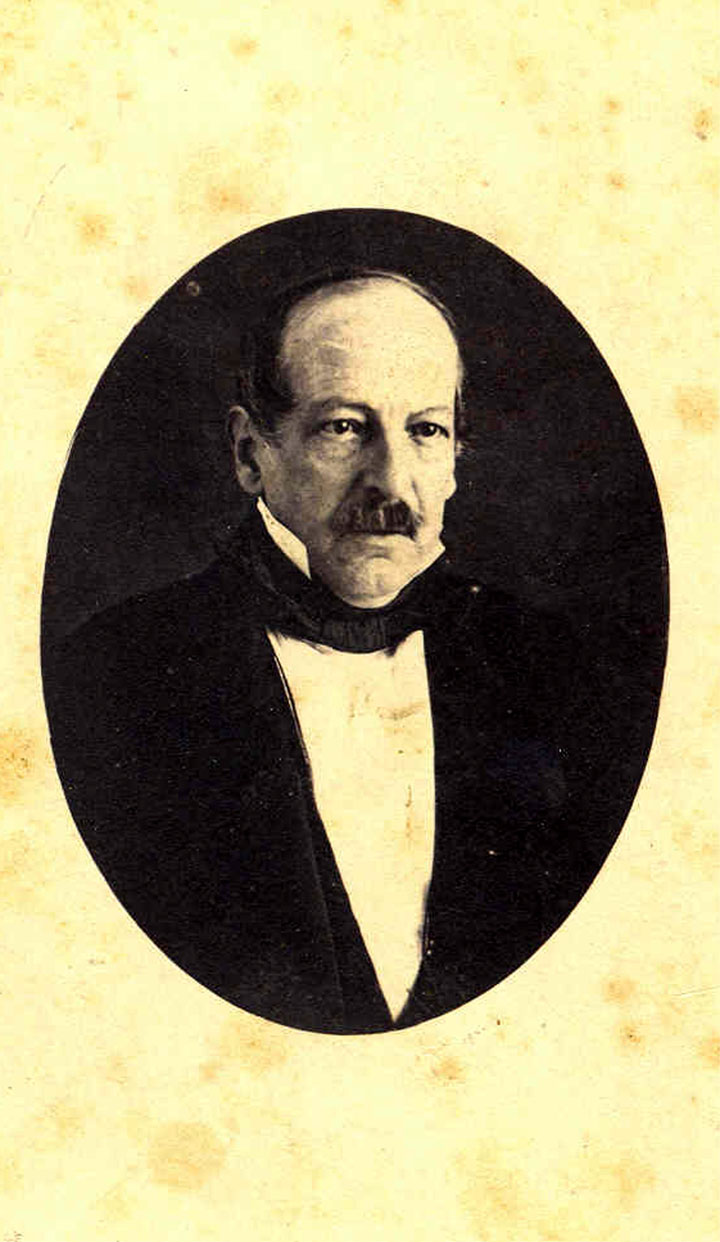
Fotografía de Pombo.

Participó en el Trienio Liberal al servicio del general Rafael del Riego y al caer las fuerzas liberales fue tomado prisionero por los absolutistas. Poco después emprendió la fuga a Inglaterra y al llegar a Londres recibió la noticia de que había sido nombrado Ministro Plenipotenciario por el General Santander. En 1825, Pombo fue reemplazado por Andrés Bello en el cargo diplomático y regresó a la Nueva Granada, donde fue ascendido al grado de coronel. Un año después se traslada a París, donde cursa estudios en la Escuela Nacional de Puentes y Caminos, graduándose como ingeniero, tras lo cual regresa a su patria y se establece en Popayán.
En 1828, Perú invadió la frontera con Ecuador, que aún formaba parte de la Gran Colombia. Esta situación fue aprovechada por José María Obando y José Hilario López para alzarse en armas contra Simón Bolívar, que se encontraba en medio del caos político derivado de la Conspiración Septembrina. En apoyo del Libertador, Pombo marchó hacia el sur del país con las tropas del General Tomás Cipriano de Mosquera para reprimir el levantamiento, objetivo que no fue alcanzado. Previendo la inminente captura de Mosquera, Pombo se lanza al bando enemigo y encara a sus cabecillas, con quienes negocia arriesgadamente mientras Mosquera se pone a salvo, logrando huir en dirección a La Plata.
Cuando Bolívar regresó victorioso de la batalla del Portete de Tarqui, a su paso por Popayán le pidió Pombo la baja el 9 de marzo de 1829, argumentando: "Mi verdadera vocación no son las armas, sino las matemáticas. Estoy seguro de poder servir mejor a la patria en una cátedra." Pombo había alcanzado el grado de Coronel de Ingenieros y en ese momento desempeñaba el cargo de Segundo Ayudante del Estado Mayor General.

### Cargos del alto gobierno
En 1833 fue nombrado Secretario del Interior y de Relaciones Exteriores por Francisco de Paula Santander, ofrecimiento al que Pombo se opuso inicialmente, ya que se sentía a gusto instalado con su familia en Popayán y dedicado a la docencia. Sin embargo, después de gran insistencia de Santander aceptó el cargo a regañadientes:

[...] «Me ha puesto el general Santander en el compromiso más desagradable que podía presentárseme jamás, llamándome a un destino que no desempeñaré dignamente, por más que haga, y poniendo en lucha mi conciencia patriótica con todas mis conveniencias, mis hábitos y mis inclinaciones. Gravísimos perjuicios de todas clases me resultan de salir de mi posición actual para colocarme en otra diferente, y de mover mi familia para trasladarla a Bogotá, pero he tenido que resignarme a todo esto, y lo que es más, a que se me considere alucinado con respecto a mi capacidad, y aceptar la Secretaría del Interior después de infructuosas objeciones que hice al Presidente con respecto a su propuesta. Por consiguiente estoy haciendo ya preparativos de marcha, y creo que podré salir de aquí el 20 o 25 de junio.»

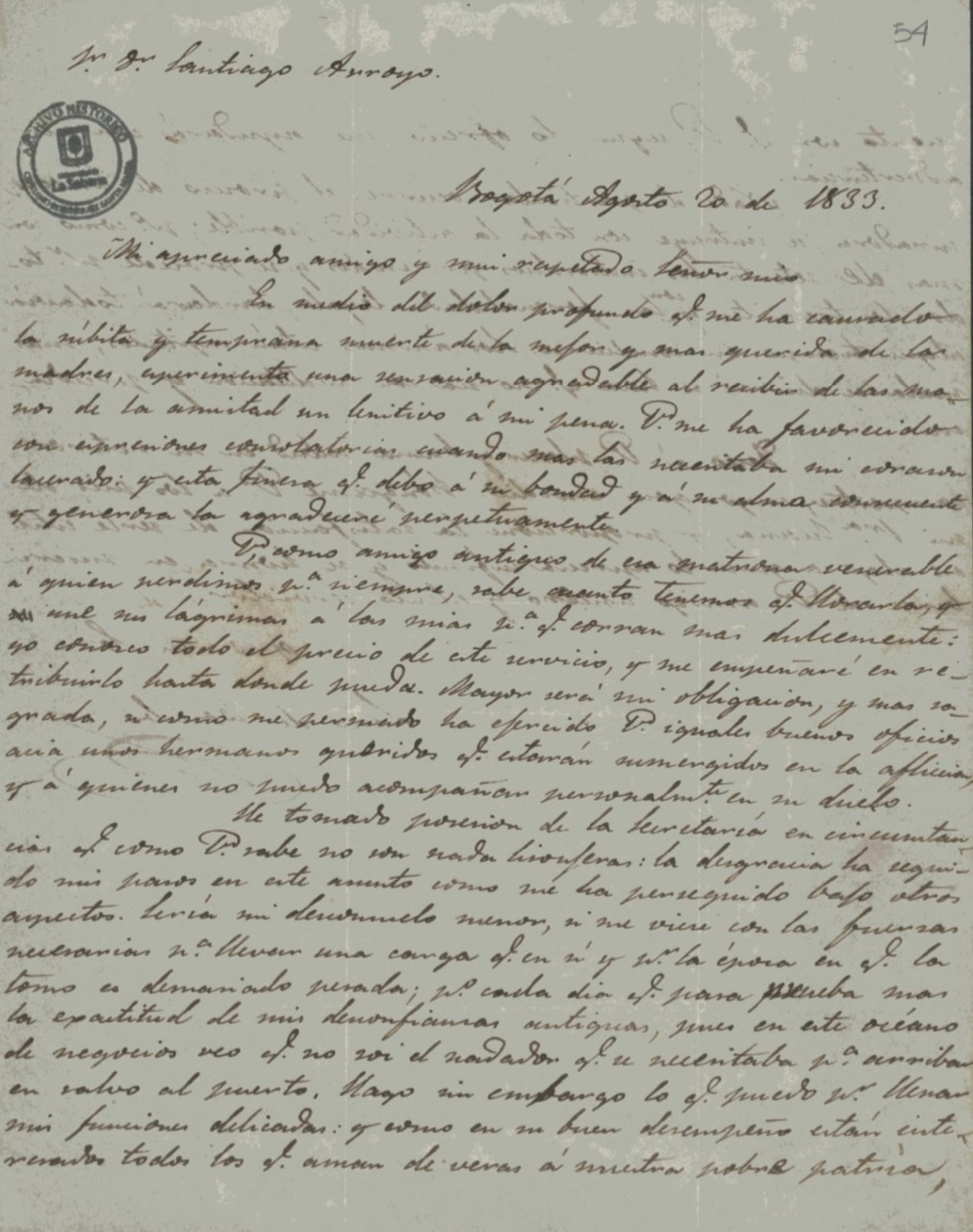
Carta de Pombo a Santiago Arroyo y Valencia en la que le informa sobre su reciente posesión como Canciller y le agradece sus expresiones de afecto por el fallecimiento de su madre en Popayán; Bogotá, 20 de agosto de 1833. (Archivo Histórico Cipriano Rodríguez Santamaría, Fondo Santiago Arroyo y Valencia, Universidad de la Sabana, Bogotá).

Carta de Lino de Pombo a Rufino Cuervo; Popayán, 29 de mayo de 1833

Tras instalarse en la capital colombiana, tomó posesión del cargo el 1.º de agosto de ese año y fue ratificado por gobernantes posteriores, completando varios años al frente de dicha cartera. Aún fresca la disolución de la Gran Colombia, los esfuerzos de Pombo al frente de la diplomacia colombiana se encaminaron al reparto satisfactorio de las deudas con Ecuador y Venezuela, así como el arreglo de límites con esos mismo países, para lo cual convocó a una reunión tripartita de plenipotenciarios en Santafé. Ecuador reaccionó de forma hostil ante la propuesta y no envió representante, de tal suerte que las negociaciones se adelantaron únicamente entre Colombia y Venezuela, a través de sus representantes Lino de Pombo y Santos Michelena, quienes suscribieron el tratado Pombo-Michelena el 14 de diciembre de 1833. Este instrumento, que ha sido considerado lesivo para los intereses de Colombia de haber entrado en vigor, pues cedía territorio indiscutiblemente neogranadino, no fue ratificado por el congreso venezolano.
Negoció el acuerdo de amistad, comercio, navegación y arreglo de límites conocido como Tratado Pombo-Gómez de la Torre, suscrito con el Ecuador el 9 de julio de 1856.
En 1839 asumió la Dirección del Crédito Nacional y un año después fue nombrado gobernador de la Provincia de Cundinamarca, tras lo cual se trasladó a Caracas para desempeñarse como embajador de Colombia en Venezuela. Mosquera lo nombró secretario de Hacienda y poco después secretario de Guerra. Se desempeñó como procurador general de la Nación en 1854 y ocupó varias veces un asiento en el Senado y en la Cámara de Representantes.

### Legado
Además de su trayectoria pública, Pombo dedicó gran parte de su vida a la docencia, actividad que inició en la Universidad del Cauca, de cuyo acto constitutivo fue uno de los firmantes junto con Joaquín Mosquera, Santiago Arroyo y Valencia, Manuel Mariano Urrutia, Marcelino Hurtado, Manuel José de Cayzedo y Rufino Cuervo, entre otros. También impartió cátedras en el Colegio Mayor de Nuestra Señora del Rosario y en el Colegio Militar de Bogotá, principalmente en geometría analítica, cálculo diferencial, cálculo integral y matemáticas.
Incursionó en el periodismo con el periódico El Argos, que fundó el 26 de noviembre de 1837 en asocio con Rufino Cuervo, Juan de Dios Aranzazu, Alejandro Vélez e Ignacio Gutiérrez Vergara, y con El Conciso, también fundado por él, al igual que El Siglo, que publicó con su sobrino Julio Arboleda Pombo para promover la candidatura de Florentino González a la presidencia. Con Manuel José Mosquera y Arboleda escribió El Constitucional del Cauca.

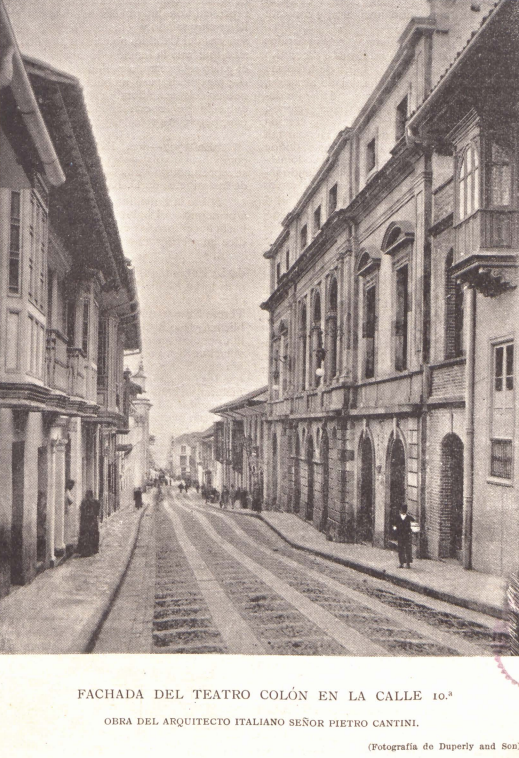
Calle del Coliseo, Bogotá, 1899. Cuando se estableció en la capital con su familia, Pombo adquirió la casa colindante al Teatro Colón, de la cual se alcanza a ver un balcón a mano derecha.

En 1845 publicó a pedido del presidente Pedro Alcántara Herrán la obra Recopilación de leyes de la Nueva Granada, un compendio de toda la legislación vigente hasta ese momento en un solo volumen. Y en 1850 publicó Lecciones de geometría analítica. Pero sin duda una de las obras que más satisfacción le brindó fue la Memoria histórica sobre la vida, carácter y trabajos científicos y literarios y servicios patrióticos de Francisco José de Caldas, publicada en París al final de su vida y en la que evoca la vida de El Sabio payanés, a quien tanto admiró en las aulas en las que fue su alumno.
Pombo también realizó traducciones al español, entre ellas, Historias romanas y griegas, de Oliver Goldsmith, y Tratado de artillería, de Guillaume Le Blond.

### Vida personal
Contrajo matrimonio en Popayán, en 1826, con la payanesa Ana María Rebolledo Tejada, hija de Francisco Antonio Rebolledo y Valencia y Juana Tejada y Valencia. Fueron padres de Manuel, Beatriz, Felisa, Rafael, Fidel y Juana Pombo y Rebolledo, los tres mayores nacidos en Popayán y los tres últimos en Santafé.
Con el dinero de la venta de la casa que poseía en Popayán, Pombo adquirió una amplia casona de dos plantas en la calle del Coliseo de Santafé, diseñada por el arquitecto Thomas Reed en estilo republicano y ubicada al lado del Teatro Colón y diagonal al palacio presidencial. Dicho inmueble, en el que funciona la Fundación Rafael Pombo, está ubicado en la actual calle 10, frente a la casa de Soledad Acosta de Samper, inmueble este último que desde 1998 sirve como sede de la Academia Diplomática del Ministerio de Relaciones Exteriores.

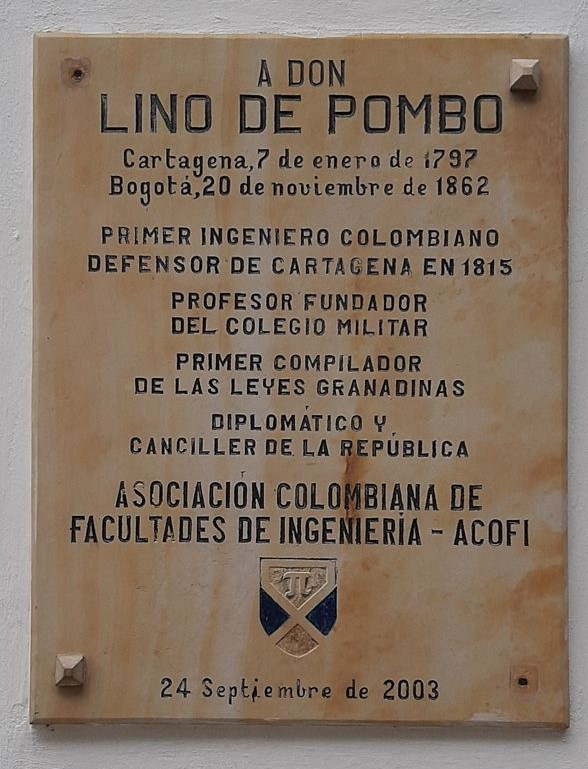
Placa Conmemorativa Don Lino de Pombo

Las tertulias que organizaron Pombo y su esposa en su casa capitalina se hicieron célebres por la amplia variedad de temas que trataban y por la notable erudición de quienes participaban, entre ellos, Manuel Ancízar, Pedro Fernández Madrid, Mariano Ospina Rodríguez, Salvador Camacho Roldán, Ricardo Cheyne, monseñor Antonio Herrán y Martínez de Zaldúa, Manuel Murillo Toro, Carlos Holguín Mallarino y Manuel María Mallarino, así como diplomáticos extranjeros acreditados en Bogotá.
Falleció en la capital colombiana el 20 de noviembre de 1862 a los 65 años de edad.  Sus restos reposan en el cementerio central de Bogotá.
El Congreso de Colombia expidió un decreto de honores en su memoria el 29 de junio de 1866. En 1962, con ocasión del primer centenario de su fallecimiento, la Academia Colombiana de Historia aprobó una proposición honrando su memoria. Y en 2002, la Sociedad Colombiana de Ingenieros creó el Premio "Lino de Pombo" para enaltecer a los estudiantes de ingeniería más destacados.
El 24 de septiembre del año 2003, en el marco de la XXIII Reunión Nacional de Facultades de Ingeniería de la Asociación Colombiana de Facultades de Ingeniería ACOFI, se realizó un Homenaje a Don Lino de Pombo, el primer ingeniero colombiano, defensor de Cartagena en 1815, profesor fundador del colegio militar, primer compilador de las leyes granadinas, diplomático y canciller de la república, con una placa conmemorativa en el antiguo palacio de la proclamación en la ciudad de Cartagena.